# Land van kadavers
Land van kadavers (Engels: Carrion Country) is een sciencefictionverhaal van Brian Aldiss. 

## Het verhaal
De mensheid is bezig planeten in kaart te brengen om te kolonialiseren. Ze, de PEST (Planetair Ecologisch Studie Team), landt daarbij op Lancelyn II. De planeet is na een onderzoek van de stratosfeer aangegeven als zijnde bewoonbaar en bewoond, maar verdere gegevens zijn nog onbekend. Drie wetenschappers worden eropuit gestuurd om in kaart te brengen of “bewoonbaar” ook inhoudt dat de mens zich er kan vestigen. Bij de landing ziet het er vredig uit, maar als ze gezamenlijk op onderzoek uitgaan vinden ze een kudde centaurs, die inmiddels gestorven is. Stapels kadavers sieren het landschap. Echter, een roofdier is niet te vinden. Volgens de standaardmethode wordt vervolgens per persoon een deel van de planeet onderzocht. Daarbij komt aan het licht dat er wel een roofdier is, de plaatselijke variant van een poema. Deze diersoort lijdt echter aan verziendheid en heeft een zwakke reukzin. In de verte ziet een van de onderzoekers een centaurstelletje met baby lopen. Daarbij schiet de onderzoeker een van de dieren neer om vervolgens op onderzoek uit te gaan. Het blijkt dat de centaurs een camouflagetechniek gebruiken, die overeenkomt met die van platvissen op aarde. De ene zijde van het dier ziet eruit als dat van een kadaver, de andere zijde van het levende dier. Dat is dan ook de reden dat ze in het begin een stapel kadavers dachten te zien. De centaurs schrokken, vielen allemaal om met de “kadaverkant” aan de bovenzijde. De mensen. Ook het enkele dier dat geschoten is, blijkt nog volop te leven, het liet zich alleen in een reflex vallen. Dan vallen de stukjes puzzel op hun plaats. De kadavers zouden moeten stinken, maar een lijlucht ontbrak. De dieren zaten ondanks dat ze er dood uitzagen onder de plaatselijke variant van de spilopsyllus cuniculi. Deze vlo heeft een bepaalde lichaamstemperatuur van de gastheer nodig. De temperatuur van de poema is te laag voor hun, die van de centaurs net goed.   